# Albania na Letnich Igrzyskach Olimpijskich 2016
Albanię na Letnich Igrzyskach Olimpijskich 2016 w Rio de Janeiro reprezentowało sześcioro zawodników. Był to ósmy start reprezentacji Albanii na letnich igrzyskach olimpijskich.

## Skład reprezentacji

### Lekkoatletyka
Konkurencje techniczne
Mężczyźni
| Zawodnik      | Konkurencja | Eliminacje | Eliminacje | Finał | Finał   |
| Zawodnik      | Konkurencja | Czas       | Miejsce    | Czas  | Miejsce |
| ------------- | ----------- | ---------- | ---------- | ----- | ------- |
| Izmir Smajlaj | Skok w dal  | 7,72       | 21.        | NQ    | NQ      |

Konkurencje biegowe
Kobiety
| Zawodnik   | Konkurencja           | Eliminacje | Eliminacje | Półfinał | Półfinał | Finał | Finał   |
| Zawodnik   | Konkurencja           | Czas       | Miejsce    | Czas     | Miejsce  | Czas  | Miejsce |
| ---------- | --------------------- | ---------- | ---------- | -------- | -------- | ----- | ------- |
| Luiza Gega | 1500 m                | DNS        | DNS        | NQ       | NQ       | NQ    | NQ      |
| Luiza Gega | 3000 m z przeszkodami | 9:58,49    | 48.        | NQ       | NQ       | NQ    | NQ      |

### Pływanie
Mężczyźni
| Zawodnik    | Konkurencja       | Eliminacje | Eliminacje | Półfinał | Półfinał | Finał | Finał   |
| Zawodnik    | Konkurencja       | Czas       | Miejsce    | Czas     | Miejsce  | Czas  | Miejsce |
| ----------- | ----------------- | ---------- | ---------- | -------- | -------- | ----- | ------- |
| Sidni Hoxha | 50 m st. dowolnym | 22,80      | 41.        | NQ       | NQ       | NQ    | NQ      |

Kobiety
| Zawodnik      | Konkurencja        | Eliminacje | Eliminacje | Półfinał | Półfinał | Finał | Finał   |
| Zawodnik      | Konkurencja        | Czas       | Miejsce    | Czas     | Miejsce  | Czas  | Miejsce |
| ------------- | ------------------ | ---------- | ---------- | -------- | -------- | ----- | ------- |
| Nikol Merizaj | 100 m st. dowolnym | 59,99      | 43.        | NQ       | NQ       | NQ    | NQ      |

### Podnoszenie ciężarów
| Zawodnik       | Konkurencja | Rwanie | Rwanie  | Podrzut | Podrzut | Razem | Pozycja |
| Zawodnik       | Konkurencja | Wynik  | Pozycja | Wynik   | Pozycja | Razem | Pozycja |
| -------------- | ----------- | ------ | ------- | ------- | ------- | ----- | ------- |
| Briken Calja   | - 69 kg (m) | 145    | 6.      | 181     | 6.      | 326   | 6.      |
| Evagjelia Veli | - 53 kg (k) | 75     | 9.      | 90      | 8.      | 165   | 8.      |